# Byron Tenorio
Byron Zózimo Tenorio (nacido el 14 de junio de 1966 en Esmeraldas, Ecuador) es un exfutbolista ecuatoriano. Jugaba de defensor y su primer club fue el El Nacional de Ecuador.

## Carrera
Tenorio fue miembro de la Selección de fútbol de Ecuador por 9 años seguidos y obtuvo un total de 53 partidos durante su carrera y anotó 3 goles. Hizo su debut el 7 de junio de 1988 y jugó su último partido internacional con Ecuador el 12 de enero de 1997. Compitió en tres Copas Américas: 1989, 1991 y 1993. Actualmente, Tenorio es árbitro en las Ligas Indoor de Fútbol de Ecuador.

## Selección nacional
Ha sido internacional con la Selección de fútbol de Ecuador en 9 ocasiones. En total hizo 53 apariciones.

## Clubes
| Club                 | País    | Año       |
| -------------------- | ------- | --------- |
| El Nacional          | Ecuador | 1985-1986 |
| Esmeraldas Petrolero | Ecuador | 1987      |
| El Nacional          | Ecuador | 1988-1991 |
| Barcelona            | Ecuador | 1992-1996 |
| Emelec               | Ecuador | 1997      |
| LDU Quito            | Ecuador | 1998-1999 |
| Unión Española       | Chile   | 2000      |
| Deportivo Quito      | Ecuador | 2000      |
| LDU Portoviejo       | Ecuador | 2001      |

## Palmarés

### Club

#### Campeonato Nacional
- Serie A: 4

- El Nacional: 1986
- Barcelona: 1995
- LDU Quito: 1998, 1999

- Datos: Q3647886